# Yoder (Kansas)
Yoder – jednostka osadnicza w Stanach Zjednoczonych, w stanie Kansas, w hrabstwie Reno.